# Euryeidon monticola
Euryeidon monticola là một loài nhện trong họ Zodariidae.
Loài này thuộc chi Euryeidon. Euryeidon monticola được Pakawin Dankittipakul & Rudy Jocqué miêu tả năm 2004.